# Acronia dinagatensis
Acronia dinagatensis là một loài bọ cánh cứng trong họ Cerambycidae.